# Anne-Mari Virolainen
Anne-Mari Virolainen (ur. 5 grudnia 1965 w Turku) – fińska polityk, posłanka do Eduskunty, w latach 2018–2019 minister handlu zagranicznego.

## Życiorys
Absolwentka studiów ekonomicznych w szkole ekonomicznej w Turku (Turun kauppakorkeakoulu). Pracowała na stanowiskach menedżerskich i dyrektorskich w przedsiębiorstwach Telia InfoMedia, Sonera i ICT Turku.
Zaangażowała się w działalność polityczną w ramach Partii Koalicji Narodowej. W latach 2010–2016 była wiceprzewodniczącą tego ugrupowania. Od 2005 do 2012 przewodniczyła radzie gminy Lieto, później została jej wiceprzewodniczącą. W latach 2005–2017 wchodziła w skład władz regionu Finlandia Południowo-Zachodnia. W 2007 po raz pierwszy uzyskała mandat posłanki do Eduskunty, z powodzeniem ubiegała się o reelekcję w wyborach w 2011, 2015 i 2019.
W lutym 2018 dołączyła do rządu Juhy Sipili, obejmując stanowisko ministra handlu zagranicznego i rozwoju. Urząd ten sprawowała do czerwca 2019.